# Lorelei (asgardiana)
Lorelei è un personaggio dei fumetti creato da Walt Simonson (testi e disegni) pubblicato dalla Marvel Comics. La sua prima apparizione avviene in Thor (vol. 1) n. 337 (novembre 1983).
Ispirata all'omonima entità della mitologia norrena, Lorelei è una potente maga seduttrice spesso alleata di Loki e nemica di Thor sebbene, occasionalmente, si sia anche schierata in difesa di Asgard.

## Biografia del personaggio

### Primi anni
Sorella minore di Amora, l'Incantatrice, dopo aver vinto una battuta di caccia con l'inganno e la seduzione, Lorelei conquista la simpatia di Loki, il quale le propone un'alleanza allo scopo di far litigare Thor e Sif; proposta che essa accetta per riuscire dove la sorella ha sempre fallito. Lorelei dunque si fa condurre da Loki a Manhattan e, per conquistare Thor, si finge in balia del drago Fafnir, da lei ipnotizzato; tuttavia le cose le sfuggono di mano e finisce per dover essere realmente salvata dalle ire della creatura grazie all'intervento di Thor. Rinvenuta dall'alter ego mortale del tonante dopo aver perso i sensi nel corso della battaglia tra questi e Fafnir, Lorelei se ne innamora e, con l'identità fittizia di Melodi, inizia una sorta di relazione con lui, cosa che spinge Malekith, signore degli Elfi Oscuri di Svartálfaheimr, a rapirla per costringere l'asgardiano a consegnargli lo "Scrigno degli Antichi Inverni". Thor riesce tuttavia, a salvarla e e ad impedire a Malekith di congelare Miðgarðr, ossia la Terra. Nel frattempo però, il piano di Lorelei e Loki procede a gonfie vele, dato che il Dio del Tuono beve inconsapevolmente una quantità sempre maggiore dei filtri d'amore di Lorelei e Odino, seppur accortosene, decide di ignorare la cosa poiché alle soglie di una guerra tra Asgard e il demone Surtur, che porta alla scomparsa dei monarchi di entrambi i regni.
A questo punto Loki desidera salire al trono controllando le azioni di Thor attraverso Lorelei che, sebbene stanca del figlio di Odino, segue lo schema del Dio delle Malefatte poiché desiderosa di diventare regina di Asgard. Il piano dei due tuttavia fallisce nel momento in cui Amora, invidiosa della sorella, la fa innamorare di Loki affinché abbia un assaggio della sua stessa medicina, ed Heimdall fa in modo che Thor si riprenda dal suo incantesimo.

### Morte e Hel
Lorelei muore difendendo Balder durante l'invasione di Asgard da parte delle truppe di Seth, dando così prova della sua (spesso messa in dubbio) lealtà al regno. Dopo la sua morte lo spirito dell'ammaliatrice viene preso da Hela e condotto a Hel dove riesce però a impossessarsi del Distruttore imprigionando la Dea della Morte e spadroneggiando per il suo regno fino all'arrivo di Sif e Balder, che riescono a sconfiggerla liberando Hela la quale, furente, restituisce a Lorelei il proprio corpo di modo da poterla torturare per mesi.
Desiderosa di resuscitare e riconquistare l'amore di Thor, Lorelei riesce, tramite i suoi poteri e le macchinazioni di Malekith, a controllare la Cosa dall'oltretomba per distrarre Thor e Sif mentre il signore degli Elfi Oscuri vi attira Kurse e, con l'inganno, si fa aiutare ad evadere abbandona tuttavia Lorelei a Hel.
Successivamente resuscitata da Seth come sua serva per combattere gli asgardiani che, per prevenire Ragnarǫk, sono stati privati da Odino dei poteri e dello status di divinità venendo mandati sulla Terra, Lorelei, avvelenata nei confronti della sorella, approfitta dell'occasione per umiliarla e torturarla ma Amora, sinceramente pentita per essere stata una pessima sorella maggiore, non reagisce fino a quando Lorelei non termina di sfogarsi dopodiché si scusa e, recuperati i propri poteri divini, la uccide per liberarla dal controllo di Seth.

### Resurrezione
Resuscitata in circostanze non chiare, Lorelei viene avvicinata da Pluto per trasformare la mortale Samantha Parrington in una valchiria inarrestabile; compito che essa accetta per dimostrare la superiorità della sua magia rispetto a quella della sorella. Tuttavia il Dio dei Morti la inganna ed usa la formula per trasformare anche la stessa Lorelei in una valchiria ai suoi ordini mandando poi entrambe in Canada per farle combattere e determinare quale sia la più potente. Nel corso della battaglia però, Lorelei si libera e Pluto viene sconfitto dai Difensori.
Stabilitasi a Monte Carlo, Lorelei diviene una truffatrice di casinò e assiste la versione giovanile di Loki in una sua missione per Asgard.

## Poteri e abilità
Lorelei possiede i poteri comuni a tutti gli asgardiani, quali forza, agilità, velocità, riflessi e resistenza sovrumani dovuti al fatto che pelle e ossa asgardiane siano all'incirca tre volte più dense di quelle di un comune essere umano. La sua longevità è inoltre quasi illimitata e, raggiunta la maturità, il suo invecchiamento si è praticamente cristallizzato, inoltre non può morire se non venendo uccisa.
La sua caratteristica più rappresentativa è dovuta al fatto che, tramite la grande bellezza ed un suo potere innato, Lorelei sia in grado di sedurre virtualmente qualunque uomo, indipendentemente che questi sia un mortale o un Dio, semplicemente facendogli sentire la sua voce. Qualora ciò non fosse sufficiente, essa si è dimostrata capace di creare potentissimi filtri d'amore.
Pur avendo il potenziale per sviluppare abilità pari a quelle di sua sorella Amora, Lorelei non si è mai curata particolarmente di coltivare i suoi poteri mistici sebbene, durante la battaglia contro le forze di Seth, essa abbia combattuto in difesa di Asgard al fianco della sorella mostrando di saper emettere sfere d'energia dalle mani. Dopo la resurrezione, i poteri magici di Lorelei sono stati incrementati fino a eguagliare, se non superare, quelli dell'Incantatrice, tanto da divenire capace di affrontare Pluto ad armi pari.
In un'unica occasione ha dimostrato di poter pietrificare con un semplice bacio.

## Altre versioni

### Loki Triumphant
Nella miniserie Loki Triumphant, incentrata su un'ipotetica sconfitta di Thor da parte del fratello adottivo con conseguente ascesa di questi al trono di Asgard, Lorelei è tra le tante figure inascoltate che si recano al castello al fine di richiedergli un compenso per averlo assistito.

### Spider-Ham
Nell'universo di Spider-Ham è presente un antagonista ispirata al personaggio: Loreli Lemur.

## Altri media

### Televisione
- Lorelei, interpretata da Elena Satine, è un personaggio ricorrente della serie televisiva Agents of S.H.I.E.L.D.. In tale versione è una criminale asgardiana fuggita dalla sua cella nelle segrete di Asgard a seguito degli eventi di Greenwich che cerca di scappare da Lady Sif, incaricata di riportarla indietro per ordine di Loki (mutato in Odino).

### Videogiochi
- Lorelei compare nel videogioco LEGO Marvel Super Heroes.